# Souassi
Souassi sau Essouassi este un oraș în Guvernoratul Mahdia, Tunisia.